# Avon, Deux-Sèvres

Avon este o comună în departamentul Deux-Sèvres, Franța. În 2009 avea o populație de 81 de locuitori.